# لوچانو کیاروجی
لوچانو کیاروجی (به ایتالیایی: Luciano Chiarugi) بازیکن فوتبال و اهل ایتالیا است 

## تیم ملی
از سال ۱۹۶۹ میلادی عضو تیم ملی فوتبال ایتالیا بوده و در ۳ بازی ملی حضور داشته‌است. او در بازی‌های ملی‌اش گلی به ثمر نرساند.
لوچانو کیاروجی آخرین بازی ملی خود را در سال ۱۹۷۴ میلادی انجام داد.